# Złotoria (gmina Czarna Białostocka)
Złotoria – kolonia śródleśna w Polsce, położona w województwie podlaskim, w powiecie białostockim, w gminie Czarna Białostocka.
W latach 1975–1998 miejscowość administracyjnie należała do województwa białostockiego.
Wierni kościoła rzymskokatolickiego należą do parafii Matki Bożej Anielskiej w Czarnej Wsi lub parafii Matki Bożej Bolesnej w Wasilkowie.